# Фритувальд
Фритувальд (погиб в 585) — король Берниции (579—585) из династии Идингов.
Фритувальд, сын Иды, на престоле Берниции наследовал своему брату Теорику. Он продолжил войну с коалицией бриттских государств, но в 585 году в битве при Беруине потерпел от них поражение и был убит Оуэном ап Уриеном, также как и его предшественник. Королём Берниции стал Хусса.